# Teatro Maravillas
Le Teatro Maravillas est un théâtre situé dans le quartier de Malasaña à Madrid. Il est l'héritier de plusieurs théâtres du même nom, dont le premier a ouvert ses portes en 1887. En 1999, il est fermé pour des raisons de sécurité, et ne réouvre qu'à l'automne 2005.

## Historique
À ses débuts, il s'agissait d'un théâtre saisonnier qui pouvait être démonté mais qui était presque toujours situé dans le même quartier. Le Teatro Maravillas troisième du nom, a été inauguré en 1889 avec la zarzuela Las hijas del Zebedeo de Ruperto Chapí.
À partir de 1919, et pendant deux ans, il change de nom pour devenir le Madrid Cinema. Au cours des décennies suivantes, il alterne entre cinéma et théâtre musical. Après la guerre civile, le théâtre se spécialise dans le genre de la revue.
Le 15 juillet 1979, un attentat à la bombe dans la Calle de Manuela Malasaña a causé d'énormes dégâts à la structure du bâtiment. En 1993, le théâtre a reçu une subvention de la ville de Madrid pour sa réhabilitation. Peu après, le propriétaire de l'époque, Luis García Ramos, a demandé que les locaux soient déclassés afin de construire 37 appartements.
Le 18 février 1999, alors que se joue une pièce des comédiens Faemino et Cansado, la mairie de Madrid a décidé de le fermer en raison de déficiences structurelles. La rénovation a inclus la démolition de l'ancien bâtiment et la construction d'un nouvel immeuble d'appartements, d'un hôtel Ibis et d'un nouveau Teatro Maravillas de taille plus modeste, qui a rouvert ses portes le 2 novembre 2005 sous la direction de Pedro Larrañaga.
Sarah Bernhardt, Rosario Pino et Raquel Meller font partie des artistes qui se sont produits sur l'ancienne scène du Teatro Maravillas.